# Smolenskaja (Filëvskaja)
Smolenskaja in russo Смоленская? è una stazione della Linea Filëvskaja, la quarta linea della Metropolitana di Mosca. Fu aperta nel 1935, come parte della prima linea della metropolitana.
Disegnata da S.G. Andriyevsky e T.N. Makarychev, la stazione mostra pilastri in marmo grigio e mura ricoperte di piastrelle in ceramica bianca. Smolenskaja aveva originariamente due entrate, ma una fu demolita dopo l'espansione del viale Anello del Giardino. Esistono ancora due serie di scale per l'uscita sulla banchina, ma una conduce a un vicolo cieco, dove vi era il vecchio passaggio (simile a quello in uso a Čistiye Prudy).
Esiste anche Smolenskaja, altra stazione della metropolitana di Mosca con lo stesso nome (sulla Linea Arbatsko-Pokrovskaja), però non vi sono collegamenti che le uniscano.